# Villette-lès-Arbois
Villette-lès-Arbois település Franciaországban, Jura megyében. Lakosainak száma 365 fő (2022. január 1.). Villette-lès-Arbois Saint-Cyr-Montmalin, Arbois, Montigny-lès-Arsures és Vadans községekkel határos.

## Népesség
A település népessége az elmúlt években az alábbi módon változott:
| Lakosok száma | 196  | 282  | 309  | 377  | 380  | 380  | 386  | 392  | 390  | 365  |
|               | 1968 | 1982 | 1990 | 2006 | 2013 | 2015 | 2017 | 2019 | 2020 | 2022 |